# Ernst Kuhlemann
Ernst Kuhlemann (* 1. Juni 1887 in Oettern-Bremke; † 16. August 1959 ebenda) war ein deutscher Politiker (SPD).

## Leben
Ernst Kuhleman war der Sohn eines Kleinbauern. Er besuchte die Volksschule und machte eine Lehre als Fleischer. Kuhleman, der evangelischer Konfession war, war verheiratet. Er arbeitete bis 1920 als Ziegler mit Wohnsitz in Klüt. Von 1914 bis 1918 war er Soldat im Ersten Weltkrieg. Zwischen April 1920 und seinem Tode war er Landwirt und Hausschlachter in Klüt.
1908 trat er der SPD und der Gewerkschaft bei. Bei der Landtagswahl in Lippe 1919 wurde er in den Landtag Lippe gewählt. Auch bei der Landtagswahl 1921 erhielt er ein Mandat. Nach der Landtagswahl in Lippe 1925 war er für die ersten beiden Landtagssitzungen anstelle von August Schmuck, der wider Erwarten nicht in das Landespräsidium aufgerückt war, Abgeordneter und gab dann das Mandat zugunsten Schmucks auf. In der 5. Wahlperiode rückte er am 21. April 1933 für Wilhelm Mellies nach, der von den Nationalsozialisten zum Mandatsverzicht genötigt wurde. Mit dem Verbot der SPD 1933 verlor er sein Landtagsmandat. 1933 wurde er verhaftet und sechs Monate in Schutzhaft gehalten. Im August 1944 wurde er erneut verhaftet.
Nach dem Zweiten Weltkrieg schloss er sich erneut der SPD an und war unter anderem Vorsitzender der SPD in Klüt. Für seine Partei gehörte er dem Ernannten Landtag des Freistaates Lippe an. Seit 1948 war er Mitglied des Kreistag in Detmold, Bürgermeister in Oettern-Bremke und Obermeister der Hausschlachterinnung Lippe.